# Potamonautinae
De Potamonautinae zijn een onderfamilie van krabben (Brachyura) uit de familie Potamonautidae.

## Geslachten
De Potamonautinae omvatten de volgende geslachten:
- Erimetopus Rathbun, 1894b
- Foza Dai & Bo, 1994
- Liberonautes Bott, 1955
- Platythelphusa A. Milne-Edwards, 1887
- Potamonautes MacLeay, 1838
- Potamonemus Cumberlidge & P. F. Clark, 1992
- Sudanonautes Bott, 1955

### Uitgestorven
- Tanzanonautes  †  Feldmann, O’Connor, N. J. Stevens, Gottfried, Roberts, Ngasala, Rasmusson & Kapilima, 2007